# Les Stagiaires
Pour plus de détails, voir Fiche technique et Distribution.
Les Stagiaires ou Le Stage au Québec (The Internship) est un film américain réalisé par Shawn Levy sorti en 2013.

## Synopsis
Billy McMahon et Nick Campbell cherchent un emploi après avoir été licenciés de leurs postes de vendeurs de montres car leur employeur a fait faillite. Billy postule ensuite pour un stage chez Google et ils sont acceptés en raison de leur réponses peu orthodoxes, malgré leur manque d'expérience. Ils sont les seuls stagiaires d'un âge avancé. Ils vont passer l'été en compétition en équipe contre d'autres stagiaires et remplir une multitude de tâches, et seuls les membres de l'équipe gagnante pourront être employés chez Google. Billy et Nick constituent une équipe avec d'autres stagiaires considérés comme des rebuts : Stuart, qui est généralement absorbé par son téléphone, Yo-Yo, un garçon asiatique-américain qui a été scolarisé à la maison par une mère « tigre stéréotypée », et Neyha, une fille indienne-américaine qui est une passionnée de paraphilies geeks. 
L'équipe, connue sous le nom Nooglers, est dirigée par Lyle, qui essaie constamment d'agir afin de cacher ses incertitudes. Un autre stagiaire, Graham, un véritable despote, agresse l'équipe de Billy et Nick. M. Chetty, responsable du programme, exprime également ses doutes quant aux chances de réussite des hommes plus âgés. Stuart, Yo-Yo, et Neyha considèrent Billy et Nick comme inutiles lorsqu'ils doivent accomplir une tâche axée sur le débogage, et les envoient alors sur une fausse piste. Mais plus tard, lors d'un match de Quidditch moldu contre l'équipe de Graham, Billy rassemble son équipe pour un retour qui leur redonne confiance malgré la défaite. 

## Fiche technique
- Titre original : The Internship
- Titre français : Les Stagiaires
- Titre québécois : Le Stage
- Réalisation : Shawn Levy
- Producteurs : Vince Vaughn - Shawn Levy
- Scénario : Vince Vaughn - Jared Stern
- Adaptation : Vince Vaughn
- Bande-originale : Christophe Beck
- Photographie : Jonathan Brown
- Sociétés de production :  Regency Enterprises - Wild West Picture Show Productions - 21 Laps Entertainment - TSG Entertainment
- Distributeur : 20th Century Fox
- Budget : 58 millions $[1]
- Pays de production :  États-Unis
- Langue originale : anglais
- Genre : Comédie
- Durée : 119 minutes
- Dates de sortie :
  - États-Unis, Canada : 7 juin 2013
  - France, Belgique : 26 juin 2013

## Distribution
- Vince Vaughn (VF : Bruno Dubernat ; VQ : Daniel Picard) : Billy McMahon
- Owen Wilson (VF : Lionel Tua ; VQ : Antoine Durand) : Nick Campbell
- Rose Byrne (VF : Chantal Macé ; VQ : Bianca Gervais) : Dana Sims
- Dylan O'Brien (VF : Adrien Larmande ; VQ : Kevin Houle) : Stuart
- Max Minghella (VF : Stanislas Forlani ; VQ : Frédéric Millaire-Zouvi) : Graham Hawtrey
- Josh Gad (VF : Jérôme Wiggins) : Andrew Andersen
- John Goodman (VF : Patrick Raynal ; VQ : Yves Corbeil) : Sammy Boscoe (non crédité)
- Will Ferrell : (VF : Jérôme Pauwels ; VQ : François Godin) : Kevin
- Rob Riggle : (VF : Jean-Michel Fête) : Randy
- Aasif Mandvi (VF : Asil Rais ; VQ : Paul Sarrasin) : M. Chetty
- Josh Brener (VF : Hervé Rey ; VQ : Hugolin Chevrette-Landesque) : Lyle Spaulding
- Tiya Sircar (VF : Anna Sigalevitch ; VQ : Eloisa Cervantes) : Neyha Patel
- Tobit Raphael (VF : Alexandre Nguyen ; VQ : François-Nicolas Dolan) : Yo-Yo Santos
- Eric André (VF : Asto Montcho) : Sid
- Joanna García (VF : Barbara Delsol) : Megan
- Clifton Guterman (VF : Gabriel Bismuth-Bienaimé) : Google Barista
- Harvey Guillén (VF : Joachim Salinger) : Zach
- Jarion Monroe : (VF : Frédéric van den Driessche) : Le faux Charles Xavier
- Jessica Szohr (VF : Armelle Gallaud) : Marielena
- Bruno Amato (VF : Loïc Houdré) : Sal
- Gary Anthony Williams (VQ : Widemir Normil) : Bob Williams
- Sergeï Brin : Lui-même (non présent dans le générique de fin)
- Shawn Levy : le Râleur dans la Capsule de Repos

- Version française
  - Société de doublage : Dubbing Brothers
  - Direction artistique : Béatrice Delfe
  - Adaptation : Bruno Chevillard

Sources et légendes : Version française (VF) sur AlloDoublage et Version québécoise (VQ) sur Doublage.qc.ca

## Thématiques abordées
Si Les Stagiaires aborde le film sous l'angle de la diversité en entreprise, il est clair que d'autres thèmes y sont traités : l'avancée de l'âge de la catégorie séniors, le recrutement par les talents et non par les compétences, mais aussi les différences de pratiques culturelles entre le mode offline et le web 2.0.

## Lieux de tournages
L'ensemble des plans situés dans les locaux de Google et une partie des plans extérieurs ont été tournés dans l'université américaine Georgia Tech.

## Controverses
Sur France Info, dans la critique du film, intitulée « Google glorifié au cinéma », il est précisé que « cette image d'une entreprise idéale, humaniste, qui veut changer la vie quotidienne, se cogne aujourd'hui aux affaires dans lesquelles Google est empêtré. »
Le Figaro s'interroge quant à lui sur le pendant publicitaire de ce film : « La nouvelle pochade de Vince Vaughn et Owen Wilson est une apologie tout à la gloire du géant américain des moteurs de recherche. »
Le magazine papier L'informaticien remarque : « Et même si Google assure qu’il n’a pas vraiment eu de droit à un contrôle éditorial sur le film, le placement produit est exceptionnel puisqu'une grande partie du portefeuille de Google y passe : Traduction, Gmail, Chrome, Hangouts, etc. Ils sont tous compilés dans le générique, qui a quant à lui été créé par le… Google Creative Labs. »